# Vorkutopterum
Vorkutopterum – wymarły rodzaj owadów z rzędu Reculida i rodziny Liomopteridae, obejmujący tylko jeden znany gatunek: Vorkutopterum monstrosum.
Rodzaj i gatunek opisane zostały w 2005 roku przez Daniła Aristowa. Opisu dokonano na podstawie pojedynczej skamieniałości, odnalezionej w formacji Dolnej Workuty, na terenie rosyjskiej Republiki Komi i pochodzącej z piętra kunguru/kazanu w permie.
Owad ten miał przednie skrzydło długości około 25 mm, o polu kostalnym dwukrotnie szerszym od polu subkostalnego. W jego użyłkowaniu zaznaczały się: proste żyłki analne, przednia żyłka medialna z trzema odgałęzieniami, z których nasadowe nie sięgało krawędzi skrzydła oraz żyłki: tylna medialna i przednia kubitalna zespolone ze sobą i dające 8 odgałęzień, z których nasadowe zlane było z S-kształtną tylną żyłką kubitalną.